# Ropalidia leopoldi
Ropalidia leopoldi är en getingarart som beskrevs av Joseph Charles Bequaert 1932.
Ropalidia leopoldi ingår i släktet Ropalidia och familjen getingar. Inga underarter finns listade i Catalogue of Life.